# Televisão na Sérvia
A televisão na Sérvia foi introduzida em 1958. Continua sendo a mídia mais popular na Sérvia - de acordo com a pesquisa de 2009, os sérvios assistem em média 6 horas de televisão por dia, fazendo dela a maior média da Europa.

## Televisão terrestre gratuita
Transição de televisão digital foi concluída em 2015 com padrão de compressão MPEG-4 e padrão DVB-T2 para transmissão de sinal.

### Radiodifusão nacional
A Sérvia tem um total de 7 canais nacionais gratuitos, que podem ser vistos em todo o país. Estes são RTS1, RTS2 e RTS3 da rede pública do país, Rádio Televisão da Sérvia, bem como os canais privados Prva, O2.TV, Pink e Happy TV.

### Transmissões regionais e locais
Existem 28 canais de televisão regionais e 74 locais. A província do norte da Sérvia, Vojvodina, tem uma emissora pública, a Radio Television of Vojvodina. Vai ao ar 2 canais em todo o Vojvodina - RTV1 e RTV2. Através dos serviços de TV por assinatura, esses 2 canais podem ser vistos em toda a Sérvia, como muitas emissoras regionais. Uma das maiores e mais assistidas emissoras regionais é o Studio B, que vai ao ar pela área metropolitana de Belgrado.

## Televisão paga
Cerca de 67% dos agregados familiares dispõem de serviços de televisão paga (por exemplo, 38,7% de televisão por cabo, 16,9% de IPTV e 10,4% de satélites). Existem 90 operadoras de televisão por assinatura (cabo, IPTV, DTH), sendo a maior delas SBB (principalmente cabo) com 48% do mercado, Telekom Srbija (mts TV) com 25%, seguida pela PoštaNet com 5% e Ikom e Kopernikus com 4% e 3%, respectivamente.

### Televisão à cabo
Quase 39% das famílias na Sérvia têm televisão por cabo. Como resultado, há muitas empresas de televisão a cabo, de longe a maior delas, a SBB. Os operadores de cabo oferecem não apenas canais sérvios em seus pacotes, mas também canais estrangeiros - em média, há 90 canais em pacotes básicos de cabos.

### Televisão com protocolo de Internet
Cerca de 17% dos domicílios possuem IPTV. O primeiro IPTV foi lançado com sucesso em 2008 pela Telekom Srbija e seu serviço de IPTV, chamado mts TV, é hoje de longe a maior plataforma de IPTV em número de assinantes. Em 2013, a SBB lançou um serviço OTT chamado D3i.

### Televisão por satélite
Existem 10,4% dos agregados familiares equipados com antenas parabólicas. Três serviços de DTH dominantes são: a plataforma da SBB, chamada Total TV, seguida pela Polaris (de propriedade da Bulgarian Bulsatcom) e pela Digi TV (de propriedade da Romena RCS & RDS).

## Lista de canais

### Canais públicos que transmitem nacionalmente
| Canal  | Notas |
| ------ | --- |
| RTS 1  | Primeiro canal de televisão na Sérvia lançado em 23 de agosto de 1958 como Televizija Beograd ou TVB (Televisão Belgrado).                                                                      |
| RTS 2  | Primeiro canal de cor na Sérvia lançado no último dia de 1971 como Televizija Beograd 2 (TVB2).                                                                                                 |
| RTS 3  | O canal começou a transmitir em 26 de novembro de 2008 no formato DVB-T na área de Belgrado e Novi Sad, desde 21 de março de 2012 estava disponível em toda a Sérvia sobre a rede trial DVB-T2. |
| RTS HD | O primeiro canal de alta definição na Sérvia, lançado em 9 de setembro de 2009. Desde 21 de março de 2012, estava disponível em toda a Sérvia sobre a rede de avaliação DVB-T2.                 |

### Canais privados que transmitem nacionalmente
| Canal | Notas |
| ----- | --- |
| O2.TV | Lançado como B92 em 6 de outubro de 2000, foi renomeado como O2.TV em 2017.                                                                                             |
| Happy | Happy é a emissora nacional mais recente da Sérvia, lançada em 27 de setembro de 2010.                                                                                  |
| Pink  | RTV Pink foi lançado em 16 de setembro de 1994 às 20h. Desde então, tornou-se um importante grupo de mídia, dono de várias redes de televisão nos Balcãs.               |
| Prva  | Prva foi lançado em 31 de dezembro de 2006 às 19h como FOX. Faz parte do ANT1 Group desde dezembro de 2009. Em 20 de setembro de 2010 às 18h, mudou seu nome para Prva. |

### Canais públicos que transmitem regionalmente
| Canal | Notas |
| ----- | --- |
| RTV 1 | Lançada pela primeira vez como Radio Television Novi Sad (RTNS 1), a rede foi renomeada para Radio Television of Vojvodina em 2006. Ela é transmitida através da província sérvia de Vojvodina. Também pode ser visto em toda a Sérvia através de serviços de televisão paga. |
| RTV 2 | O RTV 2 atende principalmente aos grupos minoritários que vivem na província sérvia de Voivodina, com um grande número de conteúdos em língua estrangeira. Só pode ser visto na Voivodina e não é transmitido através de serviços de televisão paga para o resto da Sérvia.   |

### Canais privados de radiodifusão regional
Existem 28 canais privados transmitindo com uma licença regional.
Devido aos serviços de televisão paga serem amplamente utilizados em todo o país, muitos canais locais e regionais podem ser vistos em todo o país.
| Canais        | Notas              |
| ------------- | ------------------ |
| Timočka TV    | Airs de Zaječar    |
| Regionalna TV | Airs de Novi Pazar |
| SAT TV        | Airs de Požarevac  |
| TV Banat      | Airs de Vršac      |
| TV Belle Amie | Airs de Niš        |
| TV Bor        | Airs de Bor        |
| TV Enigma     | Airs de Prijepolje |
| Info Kanal    | Airs de Subotica   |
| TV K 23       | Airs de Subotica   |
| TV Kanal 9    | Airs de Kragujevac |
| RT Kragujevac | Airs de Kragujevac |
| TV Kraljevo   | Airs de Kraljevo   |
| TV Kruševac   | Airs de Kruševac   |
| TV Lav plus   | Airs de Užice      |
| TV Most       | Airs de Novi Sad   |
| TV Palma Plus | Airs de Jagodina   |
| TV Panonija   | Airs de Novi Sad   |
| Pannon RTV    | Airs de Subotica   |
| TV Pirot      | Airs de Pirot      |
| TV Podrinje   | Airs de Loznica    |
| TV Raška      | Airs de Raška      |
| TV Santos     | Airs de Zrenjanin  |
| Sremska TV    | Airs de Šid        |
| TV Studio B   | Airs de Belgrade   |
| TV Šabac      | Airs de Šabac      |
| TV Vranje     | Airs de Vranje     |
| TV Vujić      | Airs de Valjevo    |
| TV YU Eco     | Airs de Subotica   |

### Canais domésticos de televisão paga
- Arena Sport 1 (disponível em HD)
- Arena Sport 2 (disponível em HD)
- Arena Sport 3 (disponível em HD)
- Arena Sport 4 (disponível em HD)
- Arena Sport 5 (disponível em HD)
- SK HD
- SK 1 (disponível em HD)
- SK 2 (disponível em HD)
- SK 3 (disponível em HD)
- SK 4
- SK 5
- SK 6
- SK Golf (disponível em HD)
- Lov i ribolov
- SOS Kanal
- N1 (disponível em HD)
- Prva Plus
- Nova.rs (disponível em HD)
- Cinemania
- Film Klub
- K::CN
- K::CN 2
- K::CN 3
- Naša
- Naša Vremeplov
- Naša Party
- Grand
- Grand 2
- DM SAT
- Melos
- Pink 2
- Pink 3 Info
- Pink Premium
- Pink Movies
- Pink Romance
- Pink Sci-Fi & Fantasy
- Pink Action
- Pink Thriller
- Pink Crime & Mystery
- Pink Classic
- Pink Western
- Pink Horror
- Pink Comedy
- Pink World Cinema
- Pink Film
- Pink Family
- Pink Soap
- Pink Serije
- Pink Koncert
- Pink Hits
- Pink Hits 2
- Pink N Roll
- Pink Music
- Pink Music 2
- Pink Folk
- Pink Folk 2
- Pink Show
- Pink Parada
- Pink Pedia
- Pink Fashion
- Pink Style
- Pink Kuvar
- Pink Super Kids
- Pink Kids
- Pink Zabava
- Pink Plus
- Pink Extra
- Pink World
- Bravo Music
- Pink Reality
- Pink Erotic
- Pink Erotic 2
- Pink Erotic 3
- Pink Erotic 4
- Pink Erotic 5
- Pink Erotic 6
- Pink Erotic 7
- Pink Erotic 8
- Info na dlanu
- Sve na dlanu
- Srpska naučna televizija
- Agro TV
- Ženska TV
- TV Hram

### Canais internacionais de televisão paga
- Al Jazeera Balkans
- FOX (disponível em HD)
- FOX Crime (disponível em HD)
- FOX Life (disponível em HD)
- FOX Movies (disponível em HD)
- AXN
- AXN Spin
- CBS Drama
- Comedy Central Extra
- Universal
- Sci Fi
- HBO (disponível em HD)
- HBO 2 (disponível em HD)
- HBO 3 (disponível em HD)
- Cinemax (disponível em HD)
- Cinemax 2 (disponível em HD)
- CineStar
- CineStar Action
- TV1000
- AMC
- Klasik TV
- Viasat Explorer
- Viasat History
- Viasat Nature
- Viasat Nature/History HD
- National Geographic

(disponível em HD)
- Nat Geo Wild (disponível em HD)
- Da Vinci Learning
- Discovery
- ID X (disponível em HD)
- Discovery Science (disponível em HD)
- Discovery Showcase HD
- Discovery World
- Animal Planet (disponível em HD)
- Travel Channel (disponível em HD)
- History (disponível em HD)
- H2
- CI
- CBS Reality
- Nickelodeon (disponível em HD)
- Nick Jr.
- Disney Channel
- Disney Junior
- Disney XD
- JimJam
- Minimax
- Cartoon Network
- Boomerang
- Duck TV
- Baby TV
- Eurosport (disponível em HD)
- Eurosport 2 (disponível em HD)
- Eurosport News
- Extreme Sports
- Motors TV
- Motorvision
- Fight Channel
- Fight Sports (disponível em HD)
- Fight Network (disponível em HD)
- Outdoor (disponível em HD)
- Trace Sport Stars HD
- Fashion TV (disponível em HD)
- World Fashion
- FLN
- E!
- TLC
- 24kitchen (disponível em HD)
- Food Network (disponível em HD)
- Ginx
- MTV Live HD
- MTV Dance
- MTV Hits
- MTV Rocks
- VH1
- VH1 Classic
- Trace Urban (disponível em HD)
- Trace Tropical (disponível em HD)
- Mezzo
- Mezzo Live HD

## Audiência
A seguir, a tabela de visualização de sete canais nacionais gratuitos:
| Audience share % (4+) | Audience share % (4+) | Audience share % (4+) | Audience share % (4+) | Audience share % (4+) | Audience share % (4+) | Audience share % (4+) | Audience share % (4+) | Audience share % (4+) | Audience share % (4+) | Audience share % (4+) | Audience share % (4+) | Audience share % (4+) | Audience share % (4+) | Audience share % (4+) | Audience share % (4+) |
| Canal                 | 2003                  | 2004                  | 2005                  | 2006                  | 2007                  | 2008                  | 2009                  | 2010                  | 2011                  | 2012                  | 2013                  | 2014                  | 2015                  | 2016                  | 2017                  |
| --------------------- | --------------------- | --------------------- | --------------------- | --------------------- | --------------------- | --------------------- | --------------------- | --------------------- | --------------------- | --------------------- | --------------------- | --------------------- | --------------------- | --------------------- | --------------------- |
| RTS1                  | 19.5                  | 20.1                  | 22.4                  | 27.4                  | 26.5                  | 26.2                  | 26.0                  | 25.1                  | 23.6                  | 23.6                  | 19.9                  | 21.7                  | 18.5                  | 19.2                  | 20.2                  |
| RTS2                  | 7.4                   | 8.2                   | 6.3                   | 6.7                   | 6.8                   | 7.6                   | 5.7                   | 4.6                   | 4.2                   | 3.6                   | 3.0                   | 3.1                   | 2.3                   | 3.1                   | 2.5                   |
| Pink                  | 21.9                  | 20.0                  | 22.5                  | 23.3                  | 23.5                  | 21.7                  | 23.7                  | 25.6                  | 20.4                  | 19.7                  | 21.4                  | 19.0                  | 15.8                  | 14.8                  | 14.1                  |
| Fox / Prva            | —                     | —                     | —                     | —                     | 4.7                   | 6.4                   | 7.8                   | 10.6                  | 15.1                  | 16.1                  | 16.0                  | 13.2                  | 10.7                  | 9.7                   | 9.0                   |
| B92 / O2.TV           | 3.4                   | 5.3                   | 6.8                   | 9.1                   | 9.3                   | 8.7                   | 8.0                   | 6.3                   | 7.6                   | 8.2                   | 7.7                   | 7.3                   | 6.8                   | 5.8                   | 4.7                   |
| Happy                 | —                     | —                     | —                     | —                     | —                     | —                     | —                     | —                     | —                     | 2.8                   | 4.1                   | 4.7                   | 9.8                   | 7.9                   | 9.4                   |